# Otto Wunder

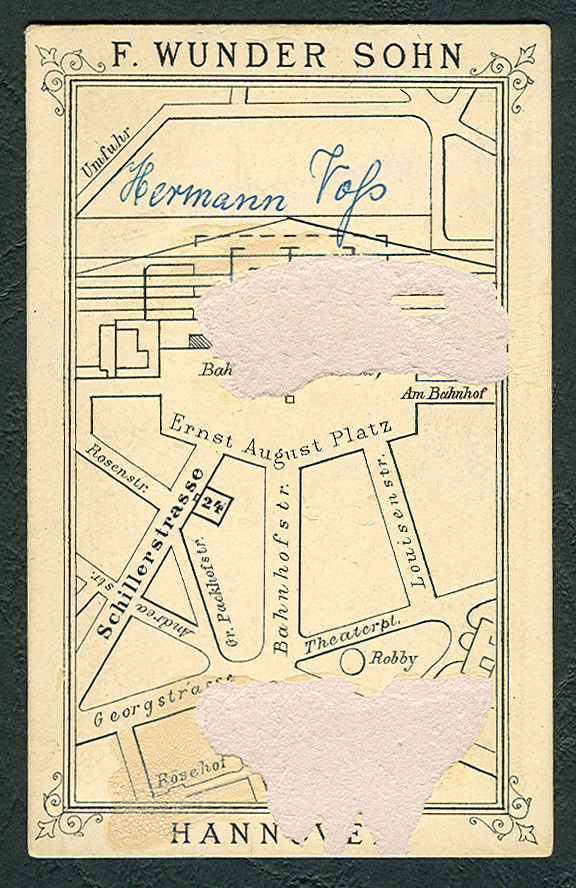
Zadní strana fotografické vizitky s plánkem polohy fotozávodu, okolo 1870

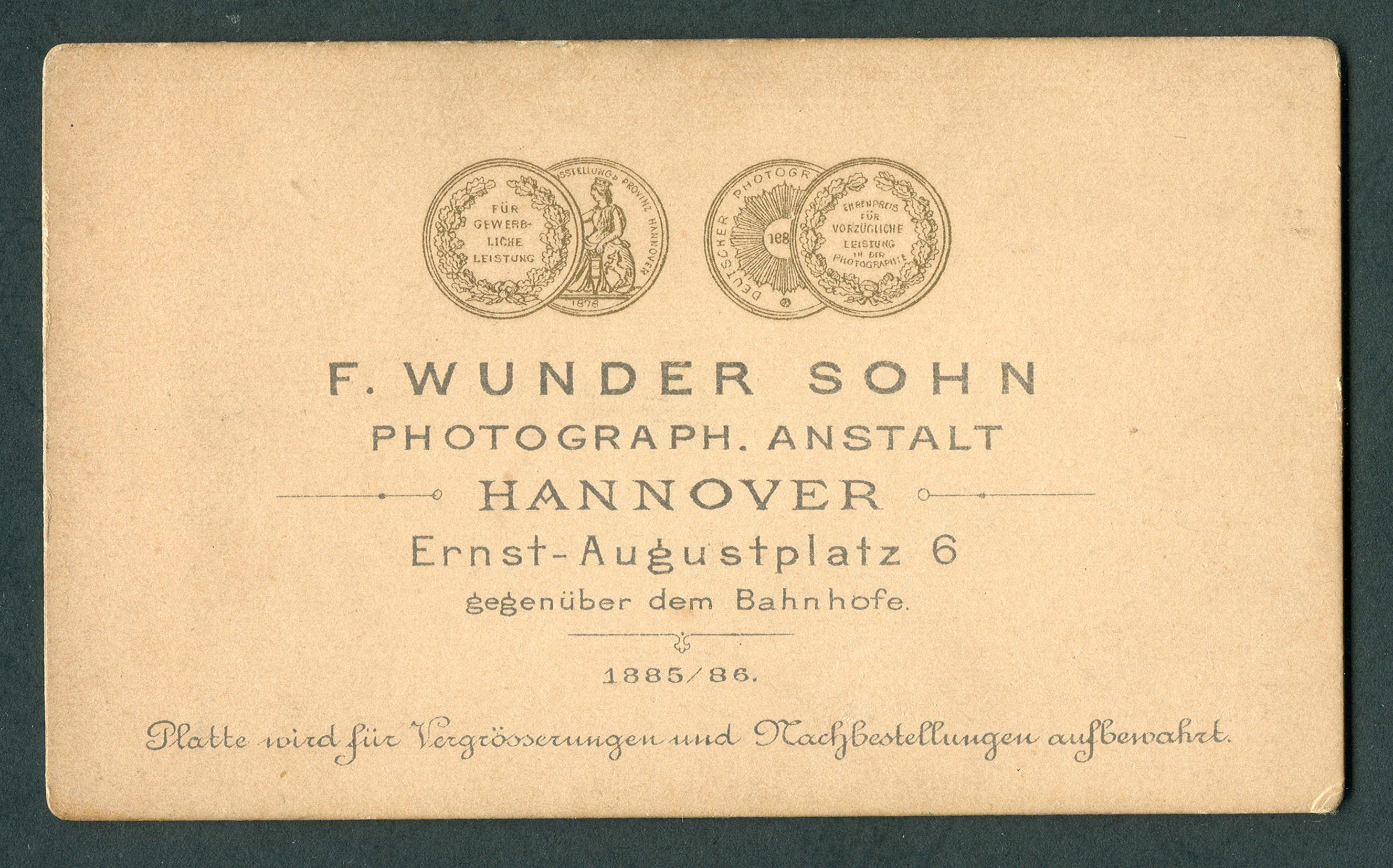
Zadní strana fotografické vizitky s vyobrazením dvou medailí, 1885/86

Otto Wunder (28. září 1844 v Hannoveru - 1921 v Hannoveru) byl německý fotograf, provozoval fotoateliér „F. Wunder Sohn“.

## Život
Otto byl nejstarším ze tří synů Friedricha Karla Wundera, prvního hannoverského fotografa. Všichni tři synové se také věnovali tomuto řemeslu. Roku 1870 si otevřel v Hannoveru v Schillerově ulici fotoateliér pod jménem Fa. F. Wunder Sohn. Jméno Wunder muselo mít tenkrát vynikající pověst, protože Ottovi záleželo na tom zachovat jméno otce alespoň v názvu firmy. Místo v bezprostřední blízkosti hlavního nádraží (dnes je zde Galeria Kaufhof) slibovalo dobré obchody díky mnoha cestujícím, kteří v raných dobách fotografie chtěli zdokumentovat svou návštěvu města vizitkou. V období 1885/86 ukazují zadní strany vizitek nové sídlo firmy na náměstí Ernsta Augusta 6 přímo naproti nádraží. Na těchto vizitkách jsou zmíněna i dvě dříve propůjčená vyznamenání.
Roku 1888 se Otto a jeho bratr Karl Friedrich Wunder zúčastnili všeobecné živnostenské výstavy provincie Hannover. V novinách vyšlých u příležitosti této výstavy stojí: „[…] Po obou stranách levé i pravé výstavní haly se nacházejí fotografie syna F. Wundera [Fa. F. Wunder Sohn], z větší části portréty provedené pigmentovým tiskem či na emailu, a předešlému [Karl Friedrich Wunder, Fa. Friedrich Wunder] se vyrovnají.“
Nejpozději 1890 se firma přestěhovala do ulice Königstraße 52 a mohla si už dovolit jednu z prvních telefonních přípojek v Německu.
Ve srovnání s vizitkami ostatních fotografů je nápadný rozdíl, že Otto Wunder si od určité doby nechával tisknout kartóny pro své vizitky s předtištěným označením příslušného roku. Bylo to zřejmě za účelem racionalizace, aby mohl snáze vyhledat fotografickou desku pro přiobjednávky či zvětšeniny. To znamená, že původní snímky mohou být starší než přiobjednávky na datovaných kartónech.
Fotozávod nepřežil hospodářské problémy v době inflace po první světové válce.
Otto byl spolu se svým bratrem Karlem pohřben vedle svých rodičů na Engesohderském hřbitově v Hannoveru.

## Vyznamenání
Na vizitkách od roku 1885/86 zobrazuje Otto Wunder medaile
- 1878: „Za živnostenský výkon“, Všeobecná živnostenská výstava provincie Hannover, a také
- 188... (1885 nebo dříve): „Čestná cena za vynikající výkon ve fotografii“, Německý fotografický svaz.[7]

## Galerie

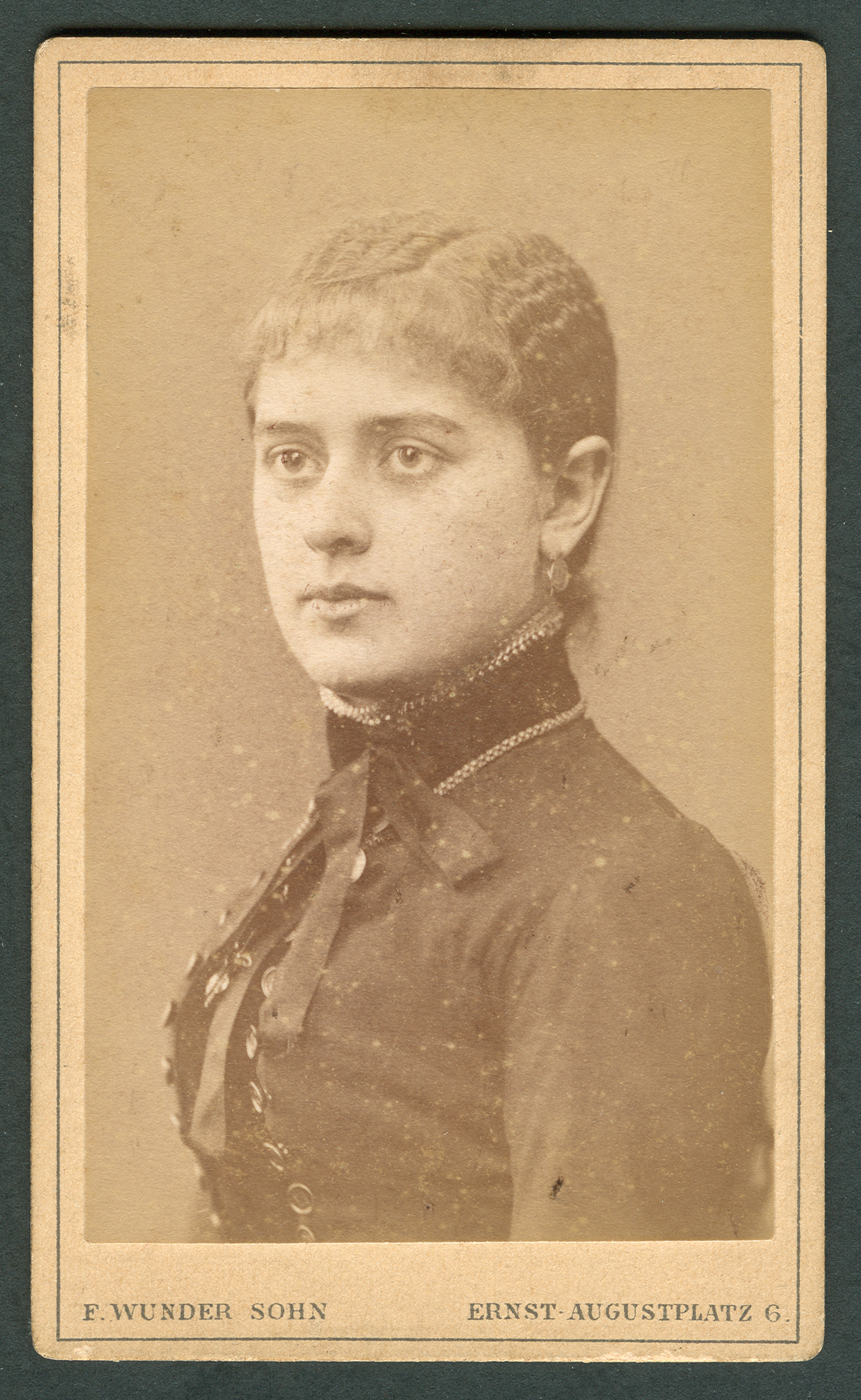
Toto je první fotografie uveřejněná na Wikimedia Commons. Je na ní paní (či slečna?) Alwine Hengst kolem roku 1885
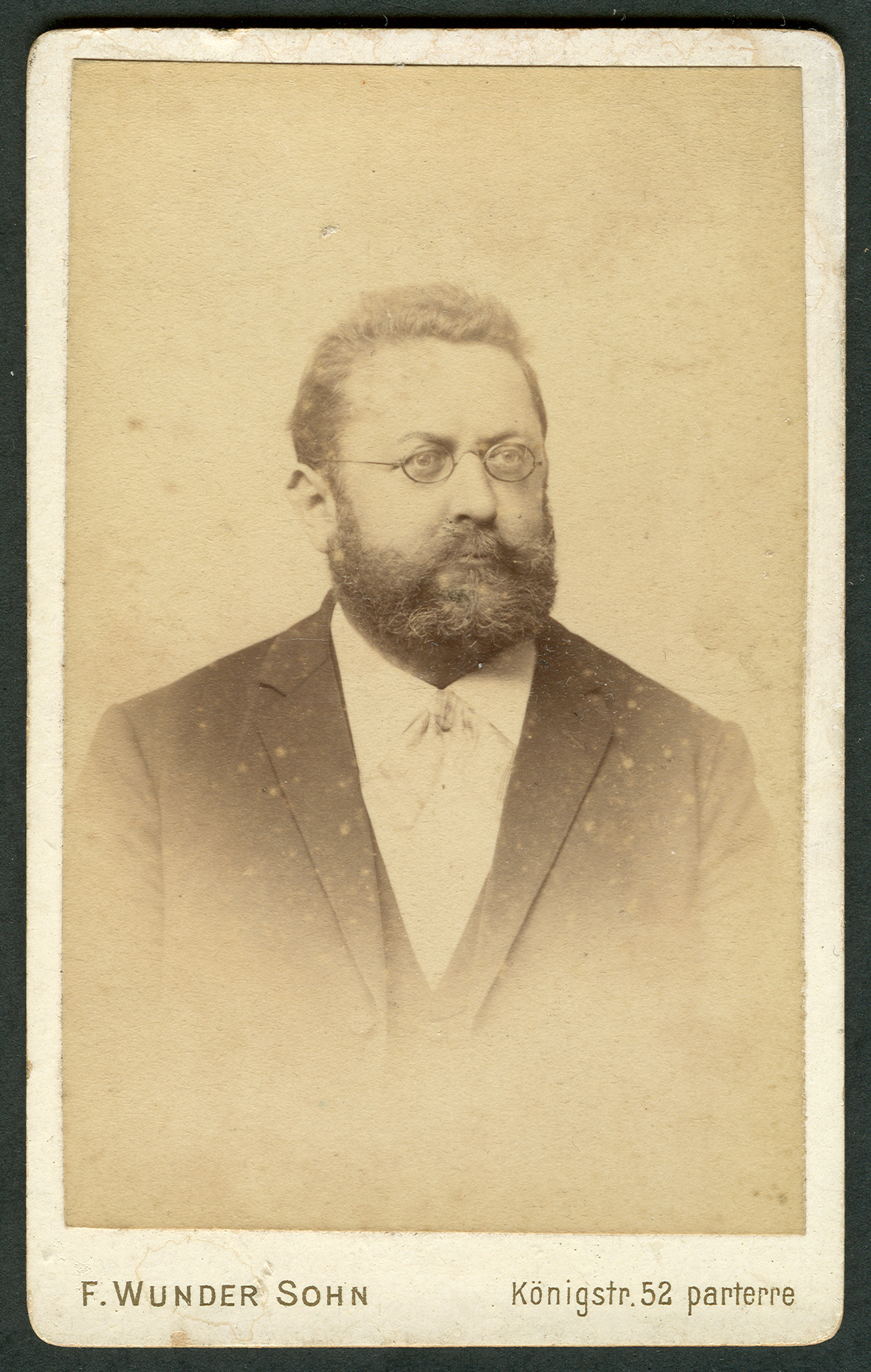
Neznámý muž s vousem a brýlemi, kolem 1897
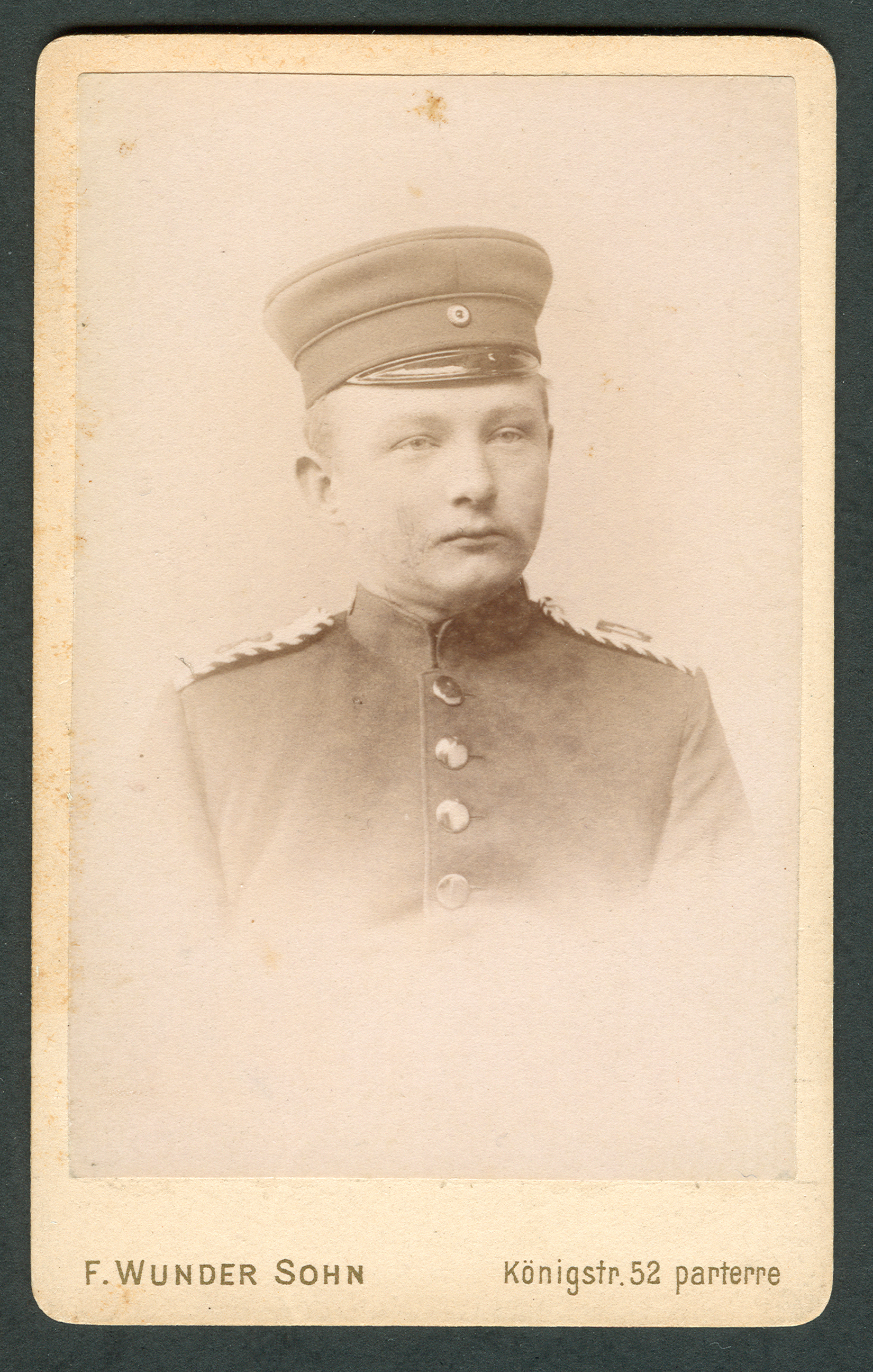
Mladý voják, 1890
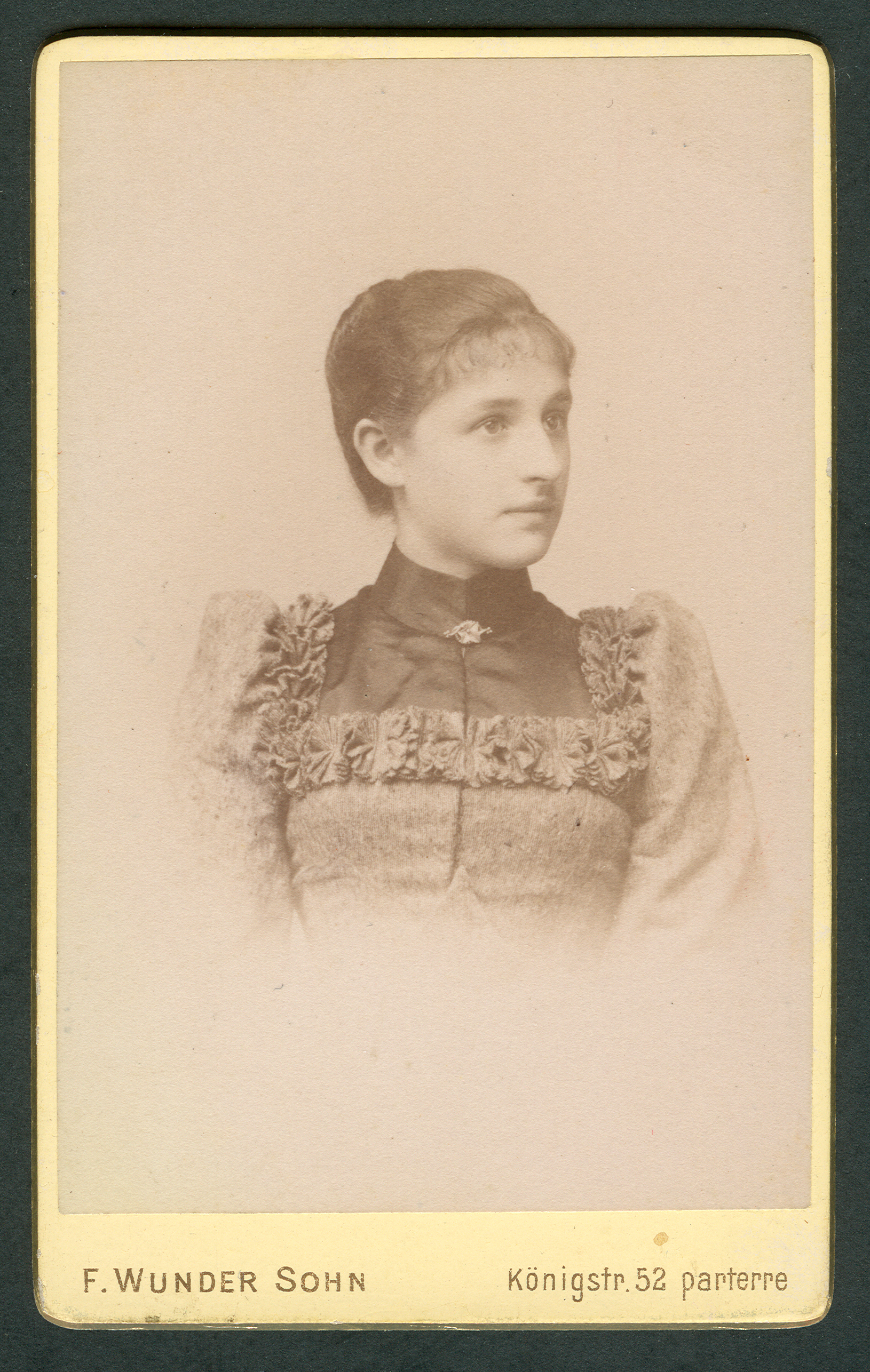
Něžná mladá žena, 1893
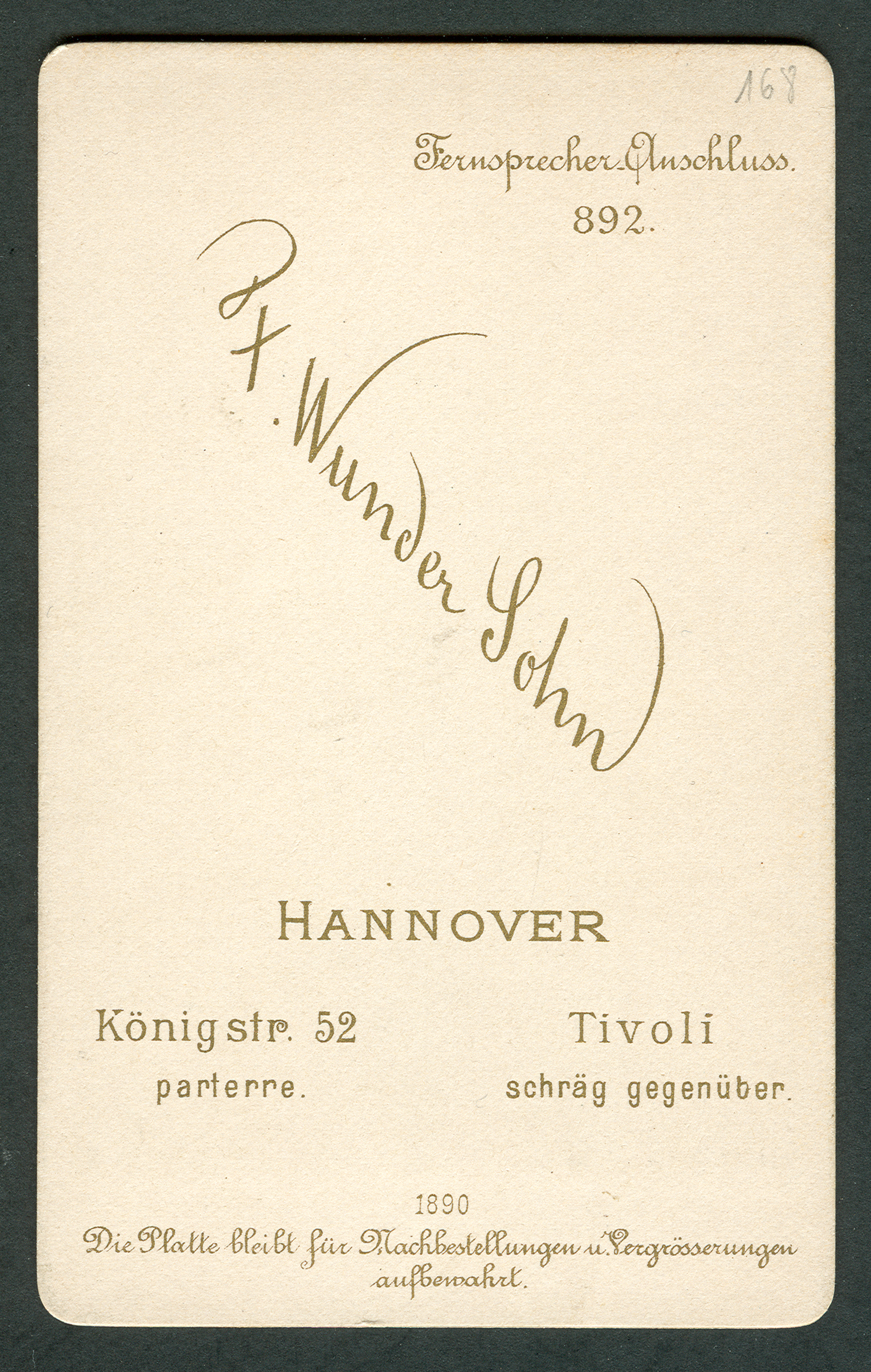
Fotografická vizitka ze závodu v Königstraße, okolo 1890